# Kay Wolfgang Reimann
Kay Wolfgang Reimann (* 18. April 1971 in Dresden) ist ein ehemaliger deutscher Politiker (DDR-CDU, CDU). Er war das jüngste Mitglied der letzten Volkskammer der DDR.

## Leben und Beruf
Reimann besuchte die Polytechnische Oberschule „Rudolf Breitscheid“ in Dresden, deren Besuch er 1987 abschloss. Danach absolvierte er eine zweijährige Lehre zum Koch in der Dresdner Großgaststätte Haus Altmarkt, in der er zeitweise als Computerbeauftragter fungierte.

## Politik
Reimann trat 1989 in die CDU ein. Im August 1989 übernahm er dort eine Tätigkeit als Instrukteur im CDU-Stadtverband Dresden-Mitte. Von November 1989 bis März 1990 war er hauptamtlicher Landesgeschäftsführer der Christlich-Demokratischen Jugend, einem Vorläufer der Jungen Union in Sachsen und Niederschlesien, deren Gründungsmitglied er war. Später war er Landesvorsitzender der Jungen Union in Sachsen. Seit 1990 gehörte er zudem der Paneuropa-Union an.
Bei der Volkskammerwahl 1990 kandidierte Reimann auf Listenplatz 3 der CDU-Liste im Wahlkreis Dresden. Mit (zum Zeitpunkt der konstituierenden Sitzung) 18 Jahren war er der jüngste Abgeordnete der Volkskammer, der er bis zu deren Auflösung zum 2. Oktober 1990 angehörte.
Später engagierte er sich auch als Direktor des Sächsischen Jugendbildungs- und Förderwerkes sowie im Bund der Vertriebenen.